# Dytiscus verticalis
Dytiscus verticalis är en skalbaggsart som beskrevs av Thomas Say 1823. Dytiscus verticalis ingår i släktet Dytiscus och familjen dykare. Inga underarter finns listade i Catalogue of Life.